# 船橋洋一
船橋 洋一（ふなばし よういち、1944年12月15日 - ） は、日本のジャーナリスト、評論家。朝日新聞社中国特派員、ワシントン特派員、アメリカ総局長、特別編集委員・コラムニストを経て主筆を務めた。国際文化会館グローバル・カウンシル チェアマン。英国国際戦略研究所評議員。博士（法学）（慶應義塾大学）。

## 経歴
中華民国北京生まれ。灘中学校・高等学校を経て、1968年東京大学教養学部卒業。
大学卒業後の1968年（昭和43年）、朝日新聞社入社。北京特派員、ワシントン特派員、経済部次長、経済部編集委員、アメリカ総局長を経て、特別編集委員・コラムニストに就任。この間、1975年にはハーバード大学、1987年には国際経済研究所（Institute for International Economics、ワシントンD.C.）、2003年にはコロンビア大学、2005年にはブルッキングス研究所において、それぞれ客員研究員を務めた。
1992年、博士（法学）（慶應義塾大学）。博士論文は「ドル管理の国際政治 -プラザ合意からルーブル合意に至る五カ国蔵相・中央銀行総裁会議(G5)の経済政策協調の分析-」。
2007年（平成19年）6月26日、秋山耿太郎が社長のときに同社主筆に就任。この異例の人事については、政治部と経済部の社内力学が背景にあるとみられたが、秋山執行部がアメリカのビル・クリントン政権などの要請を受けてのこととする見方もある。
2008年10月から特別紙面として本紙面への挿入が始まった朝日新聞グローブの創刊に木村伊量とともに関わった。船橋は『トランスフォーメーション』、『ブレイクスルー』という言葉を好んで用い、朝日新聞グローブのキャッチコピーには "ブレイクスルー・ジャパン!" が採用された（現在、理事長を務めるアジア・パシフィック・イニシアティブのホームページ冒頭の動画でもブレイクスルーを強調している）。
2010年（平成22年）12月15日付で朝日新聞社を退職。2011年9月、東日本大震災と福島第一原発事故を機に一般財団法人日本再建イニシアティブを設立し、理事長に就任。同法人の下に「福島原発事故独立検証委員会（民間事故調）」を立ち上げ、プログラムディレクターとなり、2012年3月にディスカヴァー・トゥエンティワン社から成果物を刊行した。
2014年5月27日、民主党の提言組織「党改革創生会議」の議長に就任した。
2017年7月、一般財団法人の「日本再建イニシアティブ」の名称を「アジア・パシフィック・イニシアティブ」に変更。2020年10月には、同法人の下に発足させた「新型コロナ対応・民間臨時調査会（コロナ民間臨調）」との成果物をディスカヴァー・トゥエンティワン社から刊行した。
2021年4月、株式会社実業之日本社の社主である白井一成の発案で設立された言論の研究プラットフォーム「実業之日本フォーラム」の編集顧問に就任。
2022年7月、アジア・パシフィック・イニシアティブが国際文化会館と合併したことに伴い、国際文化会館グローバル・カウンシル チェアマンに就任。

## 人物
経済・安全保障を巡る外交交渉の裏側を取材した著作で知られる。英語、中国語に堪能。
朝日新聞アメリカ総局長、特別編集委員・コラムニストを経て、2005年（平成17年）に同社社長に就任した秋山耿太郎による改革路線のもと、2007年に同社主筆となった。同職は、同新聞社の4本社編集局長と論説主幹の上位に位置するもので、広岡知男（昭和40-50年代に同社社長・会長を歴任）以来28年間空席となっていた。
大佛次郎賞選考委員、英国国際戦略研究所評議員、三極委員会メンバー、国際アジア共同体学会顧問、実業之日本フォーラム編集顧問。
朝日・讀賣・毎日新聞各社の師資相承のコラムニスト2人1組、計6人からなる『コラムニストの会』というグループをつくって、総理大臣や各党の党首、中央省庁の次官などと会食していたことを星浩が明かしている。

### 受賞
- サントリー学芸賞 （1983年）－受賞作『内部』
- ボーン・上田記念国際記者賞 （1986年）
- 吉野作造賞 （1988年）－受賞作『通貨烈々』
- 石橋湛山賞 （1992年）
- 日本記者クラブ賞 （1994年）
- アジア太平洋賞大賞（1996年）－受賞作『アジア太平洋フュージョン』
- 新潮学芸賞 （1998年）－受賞作『同盟漂流』
- 大宅壮一ノンフィクション賞　（2013年）- 受賞作 『カウントダウン・メルトダウン』[11]
- 文藝春秋読者賞（2017年） - 半藤一利との対談「太平洋戦争の失敗に学べ」

## 著書

### 単著
- 『経済安全保障論――地球経済時代のパワー・エコノミックス』（東洋経済、1978年）
- 『サミットの思想』（朝日新聞社、1980年／「サミットクラシー」に改題、朝日文庫、1991年）
- 『内部(neibu)――ある中国報告』（朝日新聞社、1983年／朝日文庫、1988年）
- 『日米経済摩擦――その舞台裏』（岩波書店［岩波新書］、1987年）
- 『通貨烈烈』（朝日新聞社、1988年／朝日文庫、1993年）（英訳 Managing the Dollar: from the Plaza to the Louvre, Institute for International Economics, 1988/2nd.ed, 1989.）
- 『世界が劇場となった』（朝日新聞社、1990年／朝日文庫、1992年）
- 『経済地球儀』（朝日新聞社、1990年）
- 『ゴルバチョフの帽子――World briefing』（朝日新聞社、1991年）
- 『冷戦後――同時代の現場で考える』（岩波書店［岩波新書］、1991年）
- 『冷戦後事始――経済地球儀』（朝日新聞社、1991年）
- 『国境が点線となる――World briefing 2』（朝日新聞社、1992年）
- 『出冷戦記――経済地球儀 3』（朝日新聞社、1992年）
- 『日本の対外構想――冷戦後のビジョンを書く』（岩波書店［岩波新書］、1993年）
- 『アジア太平洋フュージョン――APECと日本』（中央公論社、1995年）（英訳 Asia Pacific Fusion: Japan's Role in APEC, Institute for International Economics, 1995）.
- 『世界ブリーフィング――同時代の解き方』（新潮社、1995年）
- 『同盟漂流』（岩波書店, 1997年／岩波現代文庫、2006年）（英訳 Alliance Adrift, Council on Foreign Relations Press, 1999.）
- 『同盟を考える――国々の生き方』（岩波書店［岩波新書］、1998年）
- 『船橋洋一の世界を読み解く事典』（岩波書店、2000年）
- 『あえて英語公用語論』（文藝春秋・文春新書、2000年）
- 『痛快！国際政治学』（集英社インターナショナル、2002年）
- 『グローバリゼーション・トリック』（岩波書店、2002年）
- 『日本の志』（新潮社、2003年）
- 『歴史和解の旅――対立の過去から共生の未来へ』（朝日新聞社、2004年）
- 『青い海をもとめて――東アジア海洋文明紀行』（朝日新聞社、2005年）
- 『ザ・ペニンシュラ・クエスチョン――朝鮮半島第二次核危機』（朝日新聞社、2006年）のち文庫（英訳 The Peninsula Question: A Chronicle of the Second Nuclear Crisis, Brookings Institution Press, 2007）.
- 『日本孤立』（岩波書店、2007年）
- 『冷戦後――失われた時代』（朝日新聞社、2008年）
- 『新世界国々の興亡』（朝日新聞出版・［朝日新書］、2010年）
- 『カウントダウン・メルトダウン上下』（文藝春秋、2013年）のち文庫
- 『原発敗戦 危機のリーダーシップとは』（文藝春秋・文春新書、2014年）
- 『湛山読本』（東洋経済新報社、2015年）
- 『21世紀 地政学入門』（文藝春秋・文春新書、2016年）
- 『フクシマ戦記 10年後の「カウントダウン・メルトダウン」上下』（文藝春秋、2021年）
- 『国民安全保障国家論 世界は自ら助くる者を助く。』（文藝春秋、2022年）
- 『宿命の子 安倍晋三政権クロニクル』(上・下)（文藝春秋、2024年）紙の本と電子版をほぼ同時発売

### 編著
- 『日本戦略宣言――シビリアン大国をめざして』（講談社、1991年）
- Japan's International Agenda, (New York University Press、1994).
- 『同盟の比較研究――冷戦後秩序を求めて』（日本評論社、2001年）
- 『日本の戦争責任をどう考えるか――歴史和解ワークショップからの報告』（朝日新聞社、2001年）
- 『いま、歴史問題にどう取り組むか』（岩波書店、2001年）
- Reconciliation in the Asia-*Pacific, (United States Institute of Peace Press, 2003).

### 共編著
- 『IT革命――新世紀への挑戦』竹中平蔵との共著（朝日新聞社、2000年）
- 『創造的破壊系――日本発世界の経営者たち』孫正義他との共編著（朝日新聞社、2000年）

### 註釈
1. ↑  就任時に主筆の権限が弱められた。「主筆は社論を定め、筆政を掌る」から「主筆は記事、論説を総覧し紙面の声価を高める」となった。
2. ↑  親米派の経済記者で、ワシントン支局でCIA情報源リストに名前が挙がっている[7]。